# Ivan Majskij
Ivan Mikhajlovitj Majskij (russisk: Иван Михайлович Майский, tr. Ivan Mikhajlovitj Majskij; født 19. januar 1884, Kirillov, Novgorod guvernement (nu Vologda oblast), Det Russiske Kejserrige, død 3. september 1975, Moskva, Sovjetunionen) var en sovjetisk politiker, diplomat og historiker, i de nordiske land mest kendt for at have været Sovjetunionens ambassadør i Finland før 2. verdenskrig.